# Blandas

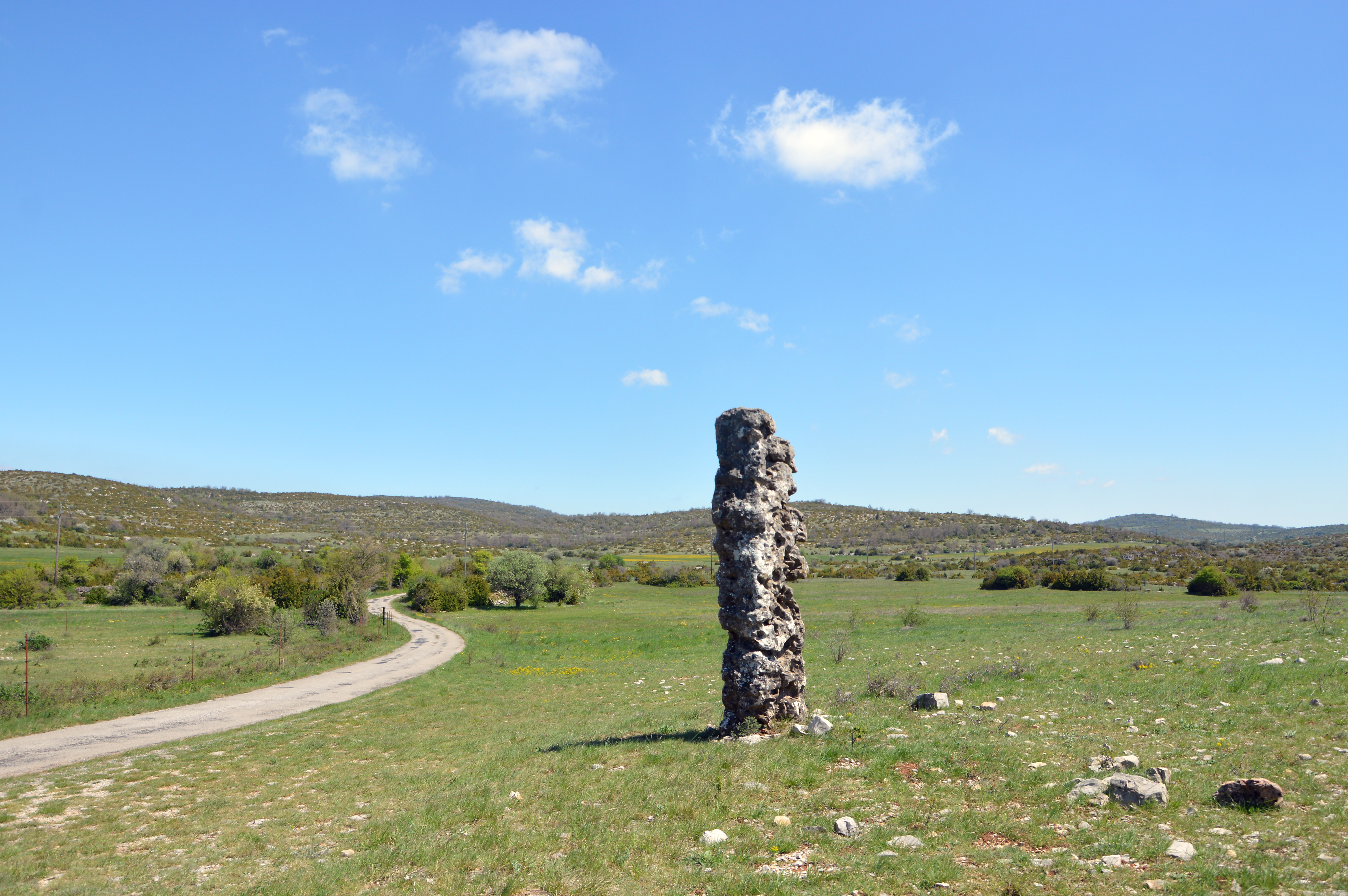
Der Menhir du Landre auf dem Causse

Blandas ist eine französische Gemeinde mit 133 Einwohnern (Stand 1. Januar 2022) im Département Gard in der Region Okzitanien.

## Geografie
Die Gemeinde Blandas liegt im Westen des Départements Gard und am Südrand der Cevennen, die ihrerseits dem Zentralmassiv zugeordnet werden. Sie ist Teil einer dünn besiedelten Region und liegt von den Großstädten Montpellier und Nîmes in Luftlinie 47 bzw. 68 Kilometer entfernt. Geprägt wird das Landschaftsbild der Umgebung von den Kalk-Hochebenen der Causses, wobei der Causse de Blandas nach dem in seiner Mitte liegenden Ort Blandas benannt ist. Das Gemeindegebiet zählt zu seinem Kernbereich, allerdings umfasst die Hochebene auch Gebiete angrenzender Gemeinden, insbesondere Montdardier und Rogues. Mehrere Senken in Form von Dolinen treten in dieser Landschaftsform auf. Beim Causse de Blandas handelt es sich um den südlichsten der Causses. Typische größere Pflanzen sind Eichen und Buchsbäume.  Während es auf der Hochebene einzelne Erhebungen gibt und der höchste Punkt ihres Gebiets auf 953 Höhenmetern liegt, fließt an ihrer südlichen Grenze die Vis, welche in einer tiefgelegenen Schlucht durch die Landschaft verläuft.
Die Nachbargemeinden von Blandas sind Arrigas und Arre im Norden, Montdardier im Nordosten, Rogues im Südosten, Saint-Maurice-Navacelles im Süden, Vissec im Südwesten, Campestre-et-Luc im Westen und Alzon im Nordwesten.

### Infrastruktur
Im Dorf Blandas treffen mehrere lokale Straßen zusammen, welche Anbindungen an verschiedene Nachbarorte darstellen. Die D113 stellt über Montdardier eine Verbindung an Avèze und die Kleinstadt Le Vigan her. 

## Geschichte
Verschiedene Arten von Megalithen, die auf dem Causse de Blandas in großer Zahl vorkommen, belegen eine frühgeschichtliche menschliche Besiedlung der Hochebene. Mutmaßlich seit etwa 3000 vor Christus waren Menschen dort dauerhaft ansässig und betrieben Ackerbau und Viehzucht. Seit 2011 ist Blandas als Teil einer Region von Causses und Cevennen im Weltkulturerbe der UNESCO eingetragen, wobei die seit Jahrtausenden agropastorale Bewirtschaftungsweise des kargen Bodens anerkannt wird. Die besonders von Schafzucht geprägte Form der Bodennutzung hat sich bis ins 21. Jahrhundert erhalten. Zu den Megalithen auf dem Causse zählen drei Cromlechs (Steinkreise), 55 Menhire und 25 Dolmen. 2009 wurde nahe dem Ort der verborgene Eingang zu einer Höhle entdeckt, welche 5000 Jahre alte Spuren menschlicher Besiedlung enthielt, darunter Vasen und Scherben anderer Gefäße. Während der Zeit der römischen Herrschaft gab es etwa an der Stelle des heutigen Ortes ebenfalls eine kleine Ansiedlung.

## Bevölkerungsentwicklung
| Jahr      | 1962 | 1968 | 1975 | 1982 | 1990 | 1999 | 2008 | 2017 |
| --------- | ---- | ---- | ---- | ---- | ---- | ---- | ---- | ---- |
| Einwohner | 172  | 141  | 115  | 116  | 112  | 106  | 128  | 135  |

1793 hatte die Gemeinde noch 600 Einwohner. Im Verlauf des 19. Jahrhunderts und besonders zu dessen Ende hin kam es bereits zu einem Bevölkerungsschwund auf 420 Bewohner, die 1901 gezählt wurden. Bis 1954 fiel die Zahl unter 200 Menschen und sank das 20. Jahrhundert hindurch weiter auf den Tiefstand von 106 Einwohnern im Jahr 1999, was nur noch rund ein Viertel des Wertes von 1901 ausmachte. Zu Beginn des 21. Jahrhunderts kam es hingegen wieder zu einem leichten Anstieg der Bewohnerzahl.